# Mister Roberts
Mister Roberts is een Amerikaanse filmkomedie uit 1955 onder regie van John Ford en Mervyn LeRoy. Destijds werd de film in Nederland uitgebracht onder de titel Leve de Jantjes.

## Verhaal
Doug Roberts werkt op het marinebevoorradingsschip U.S.S. Reluctant tijdens de Tweede Wereldoorlog. Hij wil meer deel uitmaken van de oorlog, maar hij kan maar geen vrije tijd vinden. Bovendien zitten er andere mensen op zijn nek.

## Rolverdeling
| Acteur          | Personage                    |
| --------------- | ---------------------------- |
| Henry Fonda     | Luitenant Douglas A. Roberts |
| James Cagney    | Kapitein Morton              |
| William Powell  | Luitenant Doc                |
| Jack Lemmon     | Frank Thurlowe Pulver        |
| Betsy Palmer    | Luitenant Ann Girard         |
| Ward Bond       | Hoofdonderofficier Dowdy     |
| Philip Carey    | Mannion                      |
| Nick Adams      | Reber                        |
| Perry Lopez     | Rodrigues                    |
| Ken Curtis      | Onderofficier Dolan          |
| Robert Roark    | Insigna                      |
| Harry Carey jr. | Stefanowski                  |
| Patrick Wayne   | Bookser                      |
| Frank Aletter   | Gerhart                      |
| Tige Andrews    | Wiley                        |